# Kendiveb
Kendiveb je strip epizoda Dilana Doga objavljena premijerno u Srbiji u svesci #215. u izdanju Veselog četvrtka. Na kioscima se pojavila 1. avgustra 2024. Koštala je 450 dinara (3,8 €; 4,1 $). Imala je 94 strane.

## Originalna epizoda
Originalna epizoda pod nazivom Candiweb objavljena je premijerno u #424. regularne edicije Dilana Doga u Italiji u izdanju Bonelija. Izašla je 30.12.2021. Koštala je 4,9 €. Scenario su napisali Rita Poreto i Silvija Morikone, a nacrtao Emilio Tancilo. Naslovnu stranu su nacrtali braća Đanluka i Raul Čestaro.

## Kratak sadržaj
Dilan dobija telefonski poziv od Sajmona iz korporacije Kendiveb sa ponudom da pređe na njihovu telefonsku i Internet mrežu. Nakon što ga odbija, Sajmon kreće da ga progoni.

## Prethodna i naredna sveska
Prethodna sveska regularne edicije nosila je naslov U ratnikovoj sobi (#214), a naredna Grabljivci (#216).
Pogledati: Dilan Dog (spisak epizoda)